# Spilosoma hanoica
Spilosoma hanoica là một loài bướm đêm thuộc phân họ Arctiinae, họ Erebidae.